# Messor variabilis
Messor variabilis är en myrart som beskrevs av Kuznetsov-ugamsky 1927. Messor variabilis ingår i släktet Messor och familjen myror. Inga underarter finns listade i Catalogue of Life.